# Decaspermum lorentzii
Decaspermum lorentzii är en myrtenväxtart som beskrevs av Carl Karl Adolf Georg Lauterbach. Decaspermum lorentzii ingår i släktet Decaspermum och familjen myrtenväxter. Inga underarter finns listade i Catalogue of Life.